# Chengyu

Chéngyǔ

Le chengyu (chinois simplifié : 成语 ; chinois traditionnel : 成語 ; pinyin : chéngyǔ ; Wade : cheng²yu³) est une forme d'idiotisme (习语 / 習語, xíyǔ ou 惯用语, 慣用語, guànyòngyǔ) issue du chinois classique et la forme la plus répandue du chinois courant. Il en existe toutefois d'autres formes, voir proverbes chinois. comme le guanyongyu (惯用语, guànyòngyǔ), le 谚语 / 諺語, yànyǔ ou le xiehouyu (chinois simplifié : 歇后语 ; chinois traditionnel : 歇後語 ; pinyin : xiēhòuyǔ), que l'on regroupe parfois en français sous le terme de proverbe chinois. On rencontre également cette forme sous le nom de « catachrèse quadrisyllabique ».
Le mot chengyu signifie littéralement chinois : 成 ; pinyin : chéng (former) + chinois : 语 ; pinyin : yǔ (langue). Un chengyu est ainsi une tournure idiomatique figée, de quatre caractères et écrite en 文言, wényán (langue littéraire et artificielle classique en usage majoritaire pour le chinois écrit depuis la plus haute Antiquité jusqu'en 1919 ; on pourrait comparer le wényán au latin tel qu'il fut utilisé en Occident dans le domaine scientifique jusqu'à récemment). De fait, les chéngyǔ ne respectent pas forcément la grammaire et la syntaxe du chinois parlé actuel, sont très compacts et synthétiques.
Ils sont également utilisés en coréen (appelés 한자성어 (漢字成語), lit chengyu de hanja ou 고사성어(故事成語)) anciens chengyu), japonais (appelés 四字熟語 (yojijukugo), lit. : idiomes en 4 caractères) et vietnamien, 3 langues ayant utilisé l'écriture chinoise.

## Les différents types de chengyu

### Référence culturelle
Ces chengyu se réfèrent à un épisode mythologique ou historique précis qu'il faut connaître pour les déchiffrer. Ce sont les premiers cités lorsque l'on aborde les chengyu, non qu'ils soient les plus importants ni les plus utilisés, mais parce qu'ils sont les plus intéressants.
- Exemple 1 : 杯弓蛇影, bēi gōng shé yǐng « tasse / arc / serpent / reflet », que l'on ne peut comprendre que si l'on connaît l'histoire de cet homme apeuré par le reflet de son arc dans sa tasse qu'il a pris pour un serpent. Ce chengyu n'est qu'un résumé des temps forts de l'anecdote ; ce n'est pas réellement une phrase mais une liste de mots-clefs. L'expression est synonyme de « poltron ».
- Exemple 2 : 画龙点睛, huà lóng diǎn jīng « dessiner / dragon / point / oeil », même chose que précédemment, la légende veut qu'un célèbre peintre refusait de parachever son travail, une peinture représentant un dragon sur le mur, en ne peignant pas les yeux de la créature, au motif que s'il le faisait, le dragon s'envolerait du mur. L'entourage ne le crut pas et le pressa d'ajouter les yeux au dragon. Ce faisant, à peine la peinture achevée, le tonnerre gronda, les éclairs strièrent le ciel, la créature s'anima et quitta le mur. L'expression signifie que ce qu'on va dire après l'avoir prononcée est l'acmé du discours, ou le point le plus important d'une démonstration. Attention à ne pas confondre ce chengyu avec 画蛇添足, hua she tian zu « dessiner / serpent / ajouter / pieds ». L'expression s'explique assez facilement : un serpent auquel on aurait ajouté des pattes se déplacerait moins bien qu'un serpent « normal ».
- Équivalent français : Cette construction est équivalente en français à « cheval de Troie », « talon d'Achille », « vieux de la vieille », etc.

### Métaphore
- Exemple : 一箭双雕, « d'une flèche deux aigles »
- Équivalent français : Cette construction est équivalente en français à « d'une pierre deux coups », « la cerise sur le gâteau », « laisser des plumes »

### Pléonasme
Ce type de chengyu est un emploi successif de mots ayant un sens proche.
- Exemple: 一点一滴, « un peu une goutte » (« goutte à goutte »).
- Équivalent français : Cette construction est équivalente en français à « au vu et au su de tous », « en deux temps trois mouvements », « au fur et à mesure »

### Description
- Exemple : 好声好气, « Bon ton, bonne humeur », se dit d'une personne aimable et bien disposée.
- Équivalent français : C'est le même principe qu'un « bon chic bon genre » en français.

### Imagée
- Exemple : 充耳不闻, « se boucher les oreilles pour ne pas entendre »
- Équivalent français: « faire la sourde oreille », « prendre ses jambes à son cou », etc.

## Quelques exemples de chengyu
- 破釜沉舟, pò fǔ chén zhōu [Listenⓘ] ; littéralement la liste suivante : « briser / chaudron / saborder / bateau ». L'anecdote historique à connaître est la suivante : un général avait ordonné à ses troupes de détruire tous les ustensiles de cuisine (破釜) et de saborder les bateaux (沉舟, chénzhōu) après avoir franchi la rivière ennemie, de manière à bien montrer sa confiance en la victoire, toute possibilité de retraite ou de repli étant devenue impossible. Il gagna la bataille. Le chéngyǔ traduit donc en quatre caractères l'idée d'une confiance absolue dans sa propre victoire.
- 瞞上欺下, mán shàng qī xià : « cacher / dessus / duper / dessous »
  - « Dissimuler quelque chose aux dirigeants et duper les subalternes » ; se dit de quelqu'un qui ment à tous les niveaux.
- 瞒天过海 / 瞞天過海, mán tiān guò hǎi : « dissimuler / ciel / traverser / mer »
  - « Cacher le ciel et dépasser la mer » ; se dit d'un mensonge fabuleux.
- 高不可攀, gāo bù kě pān : « élevé / ne pas / pouvoir / escalader »
  - Se dit d'un obstacle insurmontable.
- 高歌猛进 / 高歌猛進, gāo gē měng jìn : « haut / chanter / violent / avancer »
  - « Avancer à grands pas en chantant à pleins poumons » ; se dit de quelqu'un qui progresse avec une grande volonté.
- 高谈阔论 / 高談闊論, gāo tán kuò lùn : « haut / causer / fastueux / discuter »
  - « Causer d'un ton fier et discuter avec emphase », « tenir une conversation de salon » ; se dit avec ironie de quelqu'un qui parle pour ne rien dire.
- 高屋建瓴, gāo wū jiàn líng : « haut / édifice / construit / cruche »
  - « Vider la cruche du haut du grand édifice », « d'une hauteur dominante et avec impétuosité » ; se dit quand on opère depuis une position stratégiquement avantageuse.
- 高瞻远瞩 / 高瞻遠矚, gāo zhān yuǎn zhǔ : « haut / loin / éloigné / regarder avec attention »
  - « Regarder les choses avec perspicacité », « avoir un œil de lynx ».
- 多才多艺 / 多才多藝, duō cái duō yì : « nombreux / talent / nombreux / capacité »
  - « Avoir de nombreux talents et de nombreuses capacités », « avoir plus d'une corde à son arc ».
- 多愁善感, duō chóu shàn gǎn : « nombreux / être chagrin / être bon / sentiment »
  - « Être chagrin mais avoir bon sentiment » ; se dit d'une personne mélancolique ou fleur bleue.
- 多此一举 / 多此一舉, duō cǐ yì jǔ : « nombreux / ceci / un / instant »
  - « Faire beaucoup de choses à la fois », « porter de l'eau à la rivière » ; se dit d'une action inutile.
- 多多益善, duō duō yì shàn : « nombreux / nombreux / profit / être bon »
  - « Abondance de biens ne nuit pas »
- 多事之秋, duō shì zhī qiū : « nombreux / affaires / possession / année »
  - Se dit d'une année riche en événements.
- 贵人多忘 / 貴人多忘, guì rén duō wàng : « important / homme / nombreux / oublier »
  - Se dit des personnes de marque, qui sont facilement oublieuses.

Il serait vain de vouloir recenser tous les chengyu : ceux-ci sont innombrables, et à chaque occasion peut correspondre une expression à quatre caractères. D'ailleurs, il existe un chengyu pour rendre cette idée : 多如牛毛, duō rú niú máo « nombreux / comme / bœuf / poils » : « il y en a autant que de poils sur un bœuf ».

#### En français
- (zh + fr) Sun Qian/ 孙迁, 新编汉法成语词典/Nouveau dictionnaire chinois-français des locutions, expressions et proverbes, 厦门大学出版社/Xmupress,‎ 1999, 1061 p. (ISBN 978-7-5615-1429-0)
- (zh) Fei Fei Chen et Claire Journiac (trad. du chinois, ill. Hsin-O Tsai), Il était une fois au pays des chengyu : 30 chengyu et leur histoire, Paris, You-feng, 2007, 139 p. (ISBN 978-2-84279-344-9, BNF 41183465)
- Patrick Doan et WENG Zhongfu (翁仲福), Dictionnaire de Chengyu — Idiotismes quadrisyllabiques de la langue chinoise, Paris, You Feng,‎ 2000, 588 p. (ISBN 978-2-84279-072-1)

#### En chinois
- (zh) 新华成语词典, 2,‎ 2015, 1185 p. (ISBN 978-7-100-10323-7, EAN 9787100122504)
- (zh) 成语大词典 : 最新修订版 · 彩色本, 电子工业出版社,‎ 2013, 1541 p. (ISBN 978-7-80103-869-2)
- (zh) 商务印书馆辞书研究中心, 汉语成语小词典, 商务印书馆,‎ 2010, 514 p. (ISBN 978-7-100-03703-7)
- (zh) 本书编写组, 常用成语词典, 湖南教育出版社,‎ 2017, 748 p. (ISBN 978-7-5539-5009-9)
- (zh) 沈米成 et 宋福聚, 常用成语词典, 吉林教育出版社,‎ 2009, 1004 p. (ISBN 978-7-5383-5418-8)
- (zh) 世图学生辞书编辑中心, 常用成语词典, 中国出版集团，世界图书出版公司,‎ 2011, 646 p. (ISBN 978-7-5062-9624-3)
- (zh) 罗艳辉, 学生实用常用成语词典, 金盾出版社,‎ 2016 (ISBN 978-7-5186-0002-1)
- (zh) 本书编写组, 学生常用成语词典, 崇文书局,‎ 2018, 829 p. (ISBN 978-7-5403-4981-3)

##### Enfants
- (zh) 陈志刚, 小学生成语词典, 吉林大学出版社,‎ 2015 (ISBN 978-7-5677-3038-0)
- (zh) 商务印书馆辞书研究中心, 商务馆小学生成语词典, 商务印书馆,‎ 2010, 537 p. (ISBN 978-7-100-07092-8)
- (zh) 说词解字辞书研究中心, 彩图版小学生成语词典, 2,‎ 2019 (ISBN 978-7-80200-835-9)
- (zh) 庞晨光, 新课标小学生成语词典, 商务印书馆国际有限公司,‎ 2013 (ISBN 978-7-80103-753-4)
- (zh) 刘梓 et 田悦, 图解小学生常用成语典故词典, 华东师范大学出版社,‎ 2013, 679 p. (ISBN 978-7-5675-0828-6)
- (zh) 张永芳, 小学生常用成语故事精选, 中国少年儿童新闻出版总社,‎ 2016, 712 p. (ISBN 978-7-5148-2616-6)

#### Autres langues
- (uk) Сліпченко О., « Діахронічні дослідження особливої фразеологічної одиниці китайської мови - чен'юй Diachronic research of a specific Chinese phraseology unit - chengyu », Схидни мови литератури, vol. 17Э,‎ 2011, p. 41-44
- (ja) 贺静彬 et 陈丽, 常用汉日成语•谚语词典, 世界图书出版公司,‎ 2010 (ISBN 978-7-5100-1859-6, EAN 9787510018596)